# Humeston, Iowa
Humeston là một thành phố thuộc quận Wayne, tiểu bang Iowa, Hoa Kỳ. Năm 2010, dân số của thành phố này là 494 người.

## Dân số
Dân số qua các năm:
- Năm 2000: 543 người.
- Năm 2010: 494 người.